# リ・ホナム事件
リ・ホナム事件（り・ほなむじけん）とは、朝鮮民主主義人民共和国（北朝鮮）によるスパイ事件。2021年11月、警視庁発表。この事件は、中華人民共和国を拠点に活動する北朝鮮の大物工作員リ・ホナム（李虎男、仮名）が、北朝鮮の外貨獲得活動に日本企業を利用した疑いがあるとして、警察当局によって「諜報事件」に認定された事件である。北朝鮮関連の諜報事件の認定は54件目となるが、外貨獲得をめぐる事件としては初めての事例である。警察は、国際連合の経済制裁下にある北朝鮮政府が外貨を獲得するため、国際的信用度の高い日本企業を利用したものとみている。
北朝鮮消息筋によれば、リ・ホナム工作員は1954年生まれで金日成総合大学経済学部を卒業し、朝鮮人民軍偵察総局に所属する。彼はまた、北朝鮮において外国投資等を管掌する「対外経済省」の幹部などといった複数の肩書を有している。中国での活動拠点は、北京市や瀋陽市、遼寧省丹東市である。大韓民国の情報当局が「非常に危険な人物」として把握しており、2018年公開の韓国映画『工作－黒金星（ブラック・ヴィーナス）と呼ばれた男』の登場人物のモデルともなっている。アメリカ合衆国および大韓民国の情報筋からは視察の対象となっている人物である。

## 概要
この事件は、2017年頃、韓国の情報当局から工作員リ・ホナムと日本企業との接点に関する情報がもたらされ、警視庁公安部が捜査したことによって発覚した。
2020年10月と11月、東京都内の貿易会社の関係先を出入国管理及び難民認定法（入管難民法）違反容疑で捜索し、貿易会社の役員である60歳代の男性と70歳代の女性を逮捕した。2人はいずれも韓国国籍で、2016年末、東京都内のマンションに韓国産栄養ドリンクを輸入して日本国内に販売する貿易会社を立ち上げていた。2人は在留資格外で会社経営に携わったほか、不正取得した書類で入国した容疑で逮捕されたが、ともに起訴猶予処分となった。捜査によって、この貿易会社が北朝鮮と魚介類取引をおこなっていたことが判明している。そして、この2人は工作員リ・ホナムと連絡を取り合い、外貨獲得活動を行っていた可能性が高いと判断された。押収した資料からは、2014年から2018年頃にかけてリビアの重油やロシアの液化天然ガスなどを買い付けて転売することを記した契約書類や、取引額の一定割合をリ・ホナムに仲介手数料として支払う書類が複数見つかった。警察は、仲介手数料がリ工作員がリビアなどの政府関係者に取引を働きかけた報酬に当たる可能性があるとみているが、捜査では重油などが実際に第三国に輸出された事実までは確認できなかった。リ・ホナム側に対する資金の流れについても、銀行口座などの裏付けは取れなかった。一方で、男女2人は契約時期前後にロシアなどに渡航していたほか、2人からリ・ホナムに「送金が遅れる」旨の電子メールも発信されていた。リ・ホナムは複数の関係者を介して男女2人に指示していたとみられており、日本の警察当局は本件を北朝鮮の工作機関が主導した外貨目的の工作と判断して諜報事件と認定し、2人が事業で得た資金の一部はリ工作員に還流していたとみている。
事務所の法人登記によると、この会社は「資源開発と石油、石炭の販売及び輸出入」が主な業務である。2人は2021年12月、マスメディアの取材に「中国で何度も会った」とリ・ホナムとの面識を認める一方、リ・ホナムが「どういう人物なのかは知らない」と述べており、「リビアの重油やロシアのLNGなどの取引はしていないし、資金提供もしていない」と答えている。

## 北朝鮮の外貨獲得活動
北朝鮮では従来、石炭や鉄鉱石など鉱産資源の輸出が外貨獲得の主力とされていたが、度重なる核実験やミサイルの発射を受けた国連安全保障理事会の経済制裁によって輸出が禁止されている。このため鉱産物などを海上で受け渡す「瀬取り」やサイバー攻撃などによって資金獲得を図っているとされている。
リ・ホナムが所属する朝鮮人民軍偵察総局は、金正恩がまだ後継者だった時代に軍と情報・工作機関を本格的に掌握し始め、それまでの関連諸機関を統廃合して発足した部署である。今回の事件が準備された2016年末は、金正恩によって日本国内において重要工作が開始したことを示す時期であるとも考えられる。また、金正恩政権成立後の経済制裁による苦境を背景に、従来の工作におけるテロ活動や日本人拉致、敏感な情報を探る活動などから外貨獲得を図る経済的な諜報活動へと軸足を動かした傾向とも合致する。
今回の事件は、日本国内に貿易会社を設立し、外貨獲得の拠点にしようとしたものと考えられ、対北朝鮮の経済制裁網を突破口をそこに見出そうとする試みであったと意味づけられる。

## 韓国の国家機密流出事件
リ・ホナム工作員は、2012年から2013年にかけて、韓国の実業家から韓国軍の装備情報などの国家機密、具体的には韓国軍採用の映像送受信装置の関連資料等を提供させていた。韓国の最高裁判所は、2015年4月、国家保安法違反により、実業家に対し懲役3年6月の判決を確定させている。
この機密流出事件の捜査の結果、韓国の実業家とリ・ホナムは、日本の携帯電話番号を使用して通話していたことが判明した。これには、韓国の諜報監視網をくぐり抜ける目的があったと考えられる。そして、日本の携帯電話番号は、東京都内の元貿易会社社長（上述の2人とは別の人物）が提供したものであった。この社長は1994年に北朝鮮がロシアから老朽化した潜水艦12隻を輸入した際、北朝鮮側の契約代理人を務めていた人物である。
なお、この貿易会社社長は、上述した60歳代の男性とのあいだに貿易事業などで協力関係にあったと考えられている。この2人は2006年2月、リ・ホナムの招請で北朝鮮を訪問している。
日本が工作の場として選ばれる理由には、朝鮮人と日本人の外見がよく似ており、協力者も日本の国内で得やすく、万一の場合は韓国・北朝鮮への公式・非公式の脱出が容易であるということなど、スパイにとって日本がきわめて安全な環境であることなどがあげられる。